# Leukodiapedese

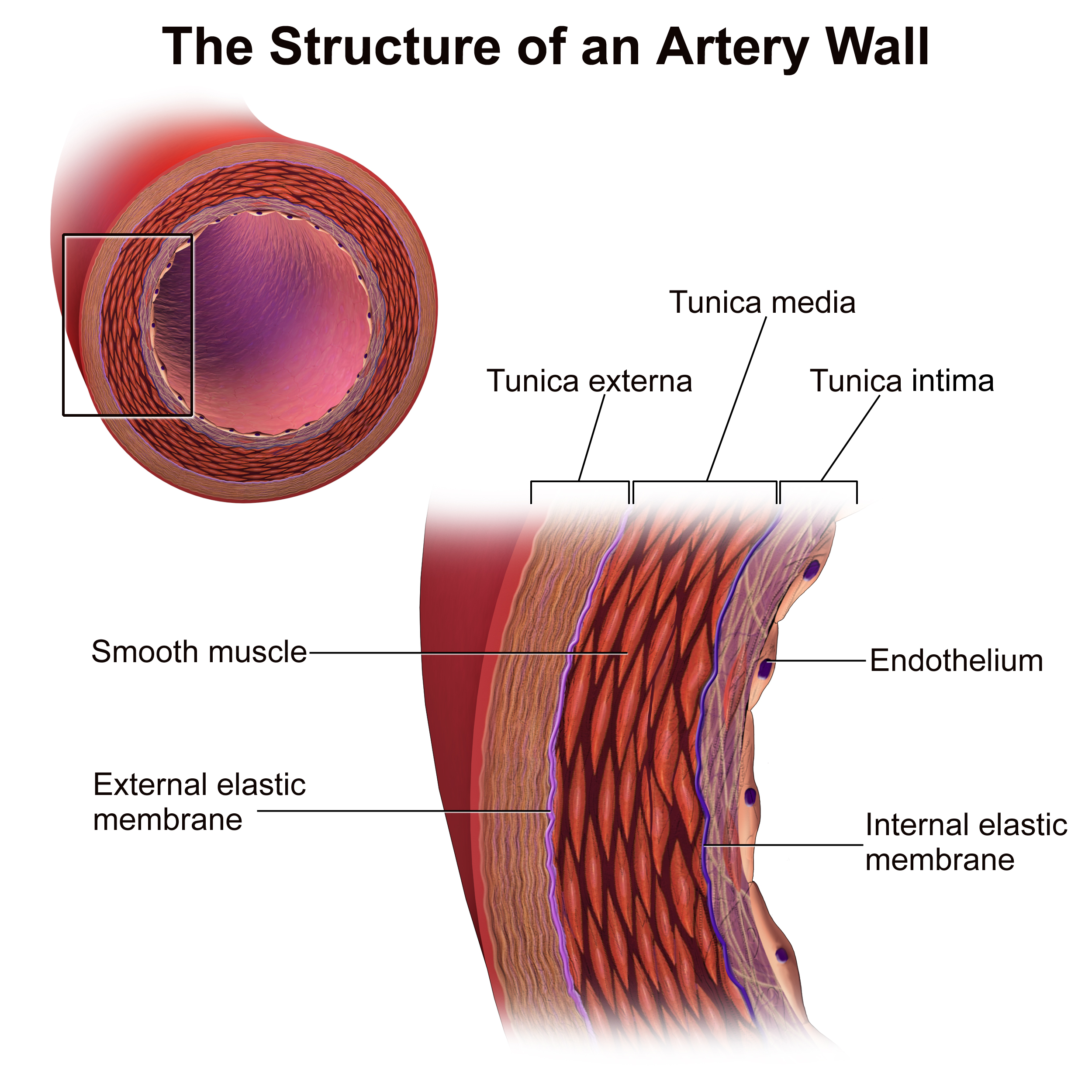
In dieser Grafik liegt zwischen der Basalmembran und der monozellulären Endothelschicht eine Schicht aus Gewebe.

Unter einer Leukodiapedese (von altgriechisch διά dia, deutsch ‚durch, hindurch‘ und πηδᾶν pedan, deutsch ‚springen‘) versteht man das Hindurchtreten von Immunzellen (Monozyten, Makrophagen, Granulozyten, Lymphozyten) durch die Innenauskleidung (Endothel) der kleinen Blutgefäße (Arteriolen, Kapillaren und Venolen). Bei starker Blutstauung können auch rote Blutkörperchen (Erythrozyten) austreten. Diese Form des Zelldurchtritts bezeichnet man als Erythrodiapedese.

## Molekularer Mechanismus

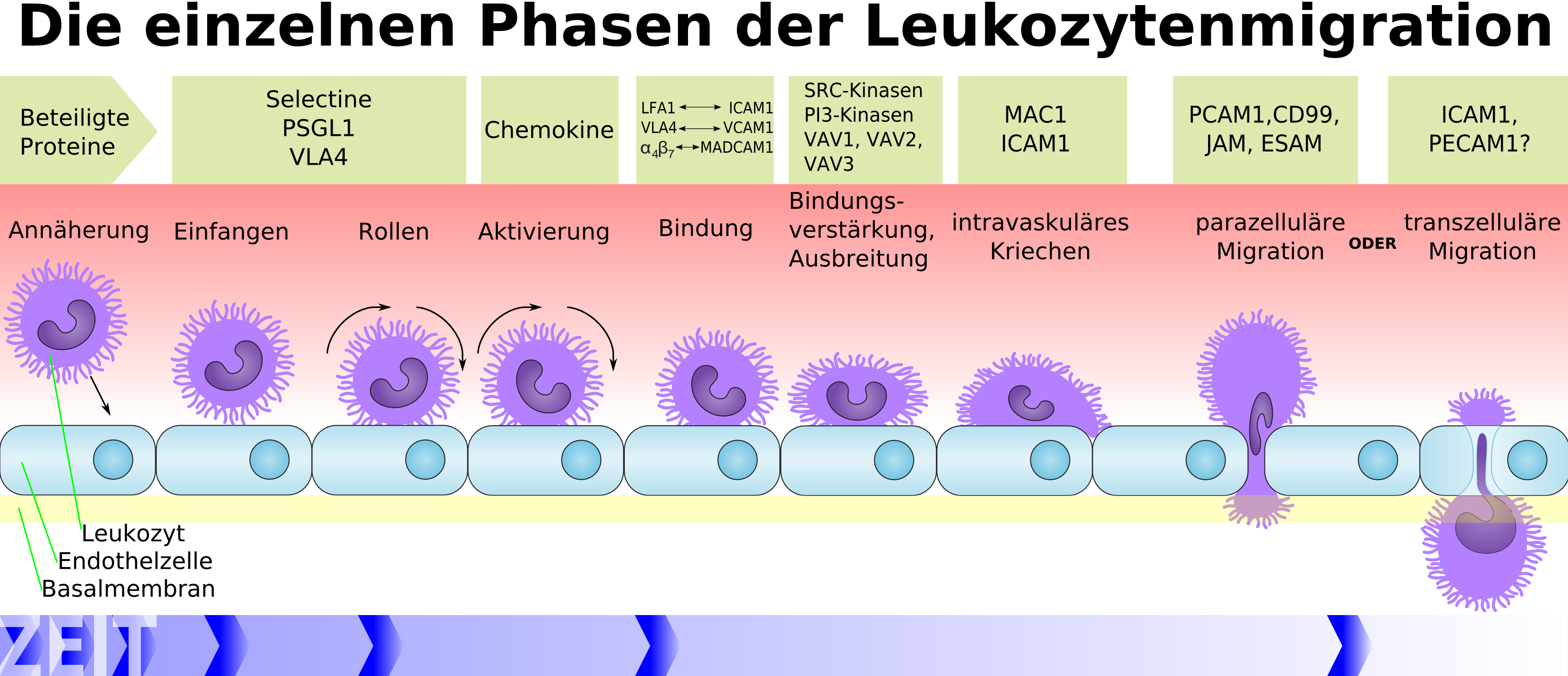
Schematische Darstellung der Phasen der Leukodiapedese.

Durch die Entzündung schütten Gewebs-Makrophagen und dendritische Zellen Zytokine aus. Dies sind Mediatorstoffe, die das Endothel der Blutgefäße zu folgenden Reaktionen veranlassen:
- Weibel-Palade-Körperchen verschmelzen mit der Zellmembran und präsentieren Adhäsionsmoleküle (Selektin-P) an der Oberfläche (Leukozytenadhäsion).
- Mit einer zeitlichen Verzögerung von einigen Minuten bis Stunden werden Selektin-E, CD31 und die Integrine ICAM-1 und VCAM-1 exprimiert.
- Die Endothelzellen ziehen sich zusammen und die dichten Zell-Zell-Verbindungen (Zonulae Occludens, „Tight Junctions“) lösen sich auf. Normalerweise verhindern diese Verbindungen den Austritt von Plasma in das Bindegewebe. Nun kann das Plasma austreten, und es bildet sich ein Ödem.

Monozyten und neutrophile Granulozyten zirkulieren normalerweise im Blut. An den Selektinen jedoch bleiben sie haften (Ähnlich wie an einem Klebestreifen) und rollen entlang des Endothels. Entsprechend bezeichnet man diesen Vorgang als Rolling.
Mit den Integrinen gehen sie eine noch festere Bindung ein, man spricht von einer Adhäsion. Chemokine, allen voran das Interleukin-8 werden über die Proteoglykane des Endothels exprimiert und aktivieren die adhärenten Immunzellen. Dies führt zu einer Änderung eines Faktors namens LFA-1 (Leukozyten Funktions-Antigen). Das veränderte LFA-1 bindet nun sehr stark an ICAM-1 und kann über das Aktin-Zytoskelett die Immunzelle so aktivieren, dass sie mit der Leukodiapedese beginnt.
Hierzu werden Elastasen, Proteasen und Hyaluronidasen ausgeschüttet, die ein Loch in die  Basalmembran schneiden, die unter den Endothel-Zellen liegt und das Bindegewebe zerstört, um einen Weg hindurch zu finden. Durch dieses Loch wandern die Immunzellen hindurch. Entlang eines IL-8 Gradienten finden sie ihren Weg zu der Stelle der Entzündung.
Die Leukodiapedese ist ein hochkomplexer Vorgang, bei dem die Kommunikation zwischen Mediatoren außerhalb zu Veränderungen des Zellskeletts führen. Der genaue Mechanismus ist bislang noch nicht aufgeklärt. Viele intrazelluläre Proteine wie Profilin, Gelsolin, Thymosin und Aktin spielen dabei eine Rolle.
Auch müssen sich die Zellen vor den eigenen katalytischen Enzymen schützen. Dazu tragen sie Rezeptoren, die beispielsweise die Elastase in einer solchen Form binden, die das aktive Zentrum von der Zellmembran weg weist.